# HMCS Skeena (D59)
Lo HMCS Skeena (pennant number D59) fu un cacciatorpediniere della Royal Canadian Navy, varato nel 1930 e appartenente alla classe A.
Attiva durante la seconda guerra mondiale, la nave operò come unità di scorta ai convogli navali nelle acque dell'oceano Atlantico ma partecipò anche alle operazioni navali dello sbarco in Normandia. Lo Skeena andò infine perduto per naufragio nella notte tra il 24 e il 25 ottobre dopo essere incappato in una violenta tempesta al largo di Reykjavík.

## Storia
Ordinata dal governo canadese il 29 febbraio 1929 ai cantieri navali della John I. Thornycroft & Company di Southampton in coppia con la gemella HMCS Saguenay, la nave fu impostata il 14 ottobre di quell'anno e varata il 10 ottobre 1930 con il nome di Skeena in onore dell'omonimo fiume canadese, prima nave della Royal Canadian Navy a portare questo nome; il cacciatorpediniere entrò poi in servizio il 10 giugno 1931. Inizialmente il cacciatorpediniere fu messo in forza alla Western Division di base a Esquimalt, ma nel 1938 fu trasferito alla Eastern Division con sede ad Halifax.
Allo scoppio della seconda guerra mondiale nel settembre 1939, lo Skeena fu assegnato alla Halifax Escort Force per operare come unità di scorta ai convogli navali in partenza e in arrivo a Terranova attraverso l'oceano Atlantico. Il 31 maggio 1940 il cacciatorpediniere lasciò le acque canadesi per trasferirsi a Plymouth dove, assegnato in forza al Western Approaches Command, operò come unità di scorta nella regione degli approcci occidentali alla Gran Bretagna, salvo un breve periodo a metà giugno quando fu coinvolto negli eventi dell'operazione Ariel, l'evacuazione dai porti bretoni delle forze britanniche a seguito della vittoriosa invasione tedesca della Francia.
Lo Skeena operò a lungo come unità di scorta ai mercantili nelle acque dell'Atlantico orientale; il 14 ottobre 1940 partecipò alle operazioni di soccorso dell'equipaggio dell'incrociatore ausiliario britannico HMS Cheshire, silurato da un U-Boot tedesco, prendendo a bordo 230 naufraghi e inviando sull'unità un distaccamento di marinai che riuscì a tenere a galla lo scafo danneggiato fino all'arrivo dei rimorchiatori di salvataggio.
Il 3 marzo 1941 lo Skeena rientrò ad Halifax per sottoporsi a lavori di manutenzione di routine, rientrando in servizio nel giugno seguente quando riprese l'attività di scorta ai mercantili nelle acque canadesi e attraverso l'Atlantico; a partire dal gennaio 1942 il cacciatorpediniere fu inserito in un gruppo di scorta d'altura unitamente al gemello Saguenay e alle corvette canadesi Wearskiwin, Sackville, Galt e Camrose (3rd Canadian Escort Group). Il 31 luglio 1941 lo Skeena partecipò in coppia con la corvetta Wearskiwin alla caccia e all'affondamento del sommergibile tedesco U-588 durante le operazioni di difesa del convoglio HX115; dopo un nuovo turno di lavori tra gennaio e marzo 1943, l'unità riprese con le missioni di scorta in Atlantico fino al gennaio 1944, quando fu destinato alla parte navale dello sbarco in Normandia (operazione Neptune): in collaborazione con altre unità alleate, lo Skeena pattugliò le acque del golfo di Biscaglia e il 5 luglio partecipò con altri tre cacciatorpediniere canadesi alla battaglia di Pierre Noires nel Mare d'Iroise, dando il suo contributo all'affondamento di tre piccole unità di scorta tedesche.
L'11 luglio 1944, mentre ingaggiava alcune unità nemiche al largo di Audierne in Bretagna, lo Skeena entrò in collisione con il cacciatorpediniere HMCS Qu'Appelle riportando alcuni danni strutturali e 14 feriti tra l'equipaggio; la nave dovette entrare in cantiere per lavori di riparazione protrattisi fino ai primi di agosto; il 12 agosto lo Skeena partecipò a un altro scontro con i tedeschi a sud di Brest, partecipando all'affondamento di tre pescherecci armati. In settembre lo Skeena fu trasferito in forza al 11th Escort Group, riprendendo le attività di scorta ai mercantili nella zona degli approcci occidentali al Regno Unito.
Il 24 ottobre 1944 lo Skeena giunse a Reykjavík in Islanda dove gettò l'ancora a causa del tempo in rapido peggioramento; nella notte tra il 24 e il 25 ottobre la nave fu presa in pieno da una violenta tempesta, finendo con l'incagliarsi lungo la costa dell'isola di Viðey. I tentativi di recuperare l'unità si rivelarono infruttuosi a causa del cattivo tempo, e dopo essere stato ulteriormente danneggiato dalla violenza delle onde in dicembre lo scafo fu dichiarato come non economicamente riparabile. Il relitto dello Skeena fu infine venduto a una ditta islandese nel giugno 1945 e avviato alla demolizione.